# Weissia humicola
Weissia humicola là một loài Rêu trong họ Pottiaceae. Loài này được Müll. Hal. miêu tả khoa học đầu tiên năm 1899.